# Призамкове містечко

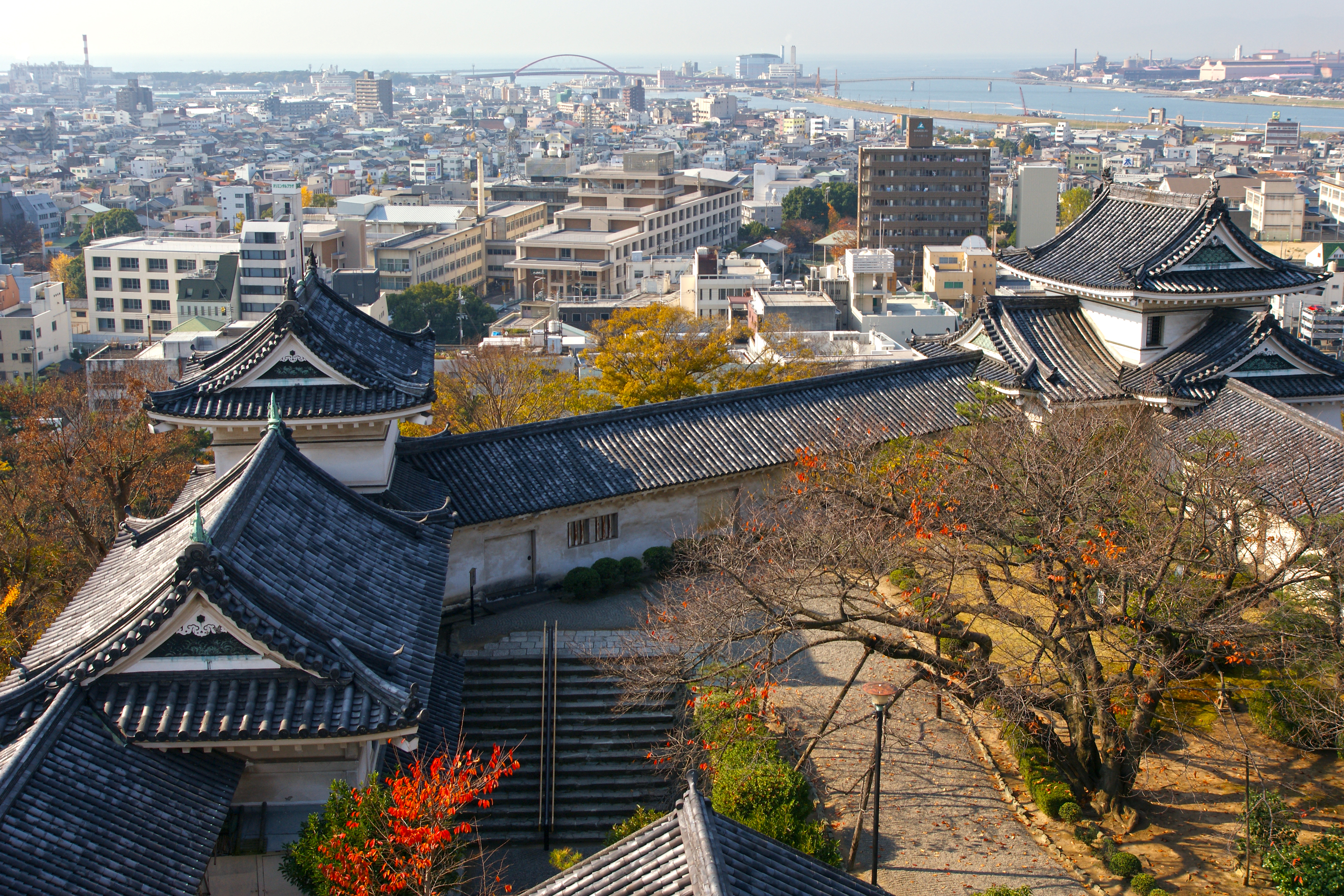
Вакаямський замок і призамкове містечко Вакаяма

Призамкове містечко (яп. 城下町, じょうかまち) — у Японії 15 — 18 століть різновид містечок, які виникли при замку володаря. Один з основних типів японського містобудування раннього модерну. Виникли у добу міжусобиць як ремісничо-купецькі поселення (посад) для обслуговування потреб магнатських замків. З кінця 16 ст. до таких поселень були насильно переселені з провінції самураї. Від 17 ст. більшість населення призамкових міст становили представники військового стану, васали господаря замку. Окремі міщанські та купецькі квартали мали самоврядні права. Серед класичних призамкових містечок — Кійосу, Ґіфу, Осака, Едо (Токіо), Хірошіма, Сендай, Канадзава, Вакаяма та багато інших.